# مارتانو
مارتانو (بالإيطالية: Martano)‏ هي بلدة وبلدية في مقاطعة ليتشي في إقليم بوليا في جنوب إيطاليا.

## السكان
في سنة 1861 بلغ عدد السكان 3٬458 نسمة، وتطور العدد ليصل في سنة 2011 لـ 9٬320 نسمة.
يظهر هذا المخطط البياني تطور النمو السكاني لـ مارتانو